# Saurolophorkis bisepala
Saurolophorkis bisepala är en orkidéart som först beskrevs av Alexander Gilli, och fick sitt nu gällande namn av Paul Ormerod, Dariusz Lucjan Szlachetko och Marg. Saurolophorkis bisepala ingår i släktet Saurolophorkis och familjen orkidéer. Inga underarter finns listade i Catalogue of Life.